# Civilisation

Machu Picchu byggdes av inkafolket.

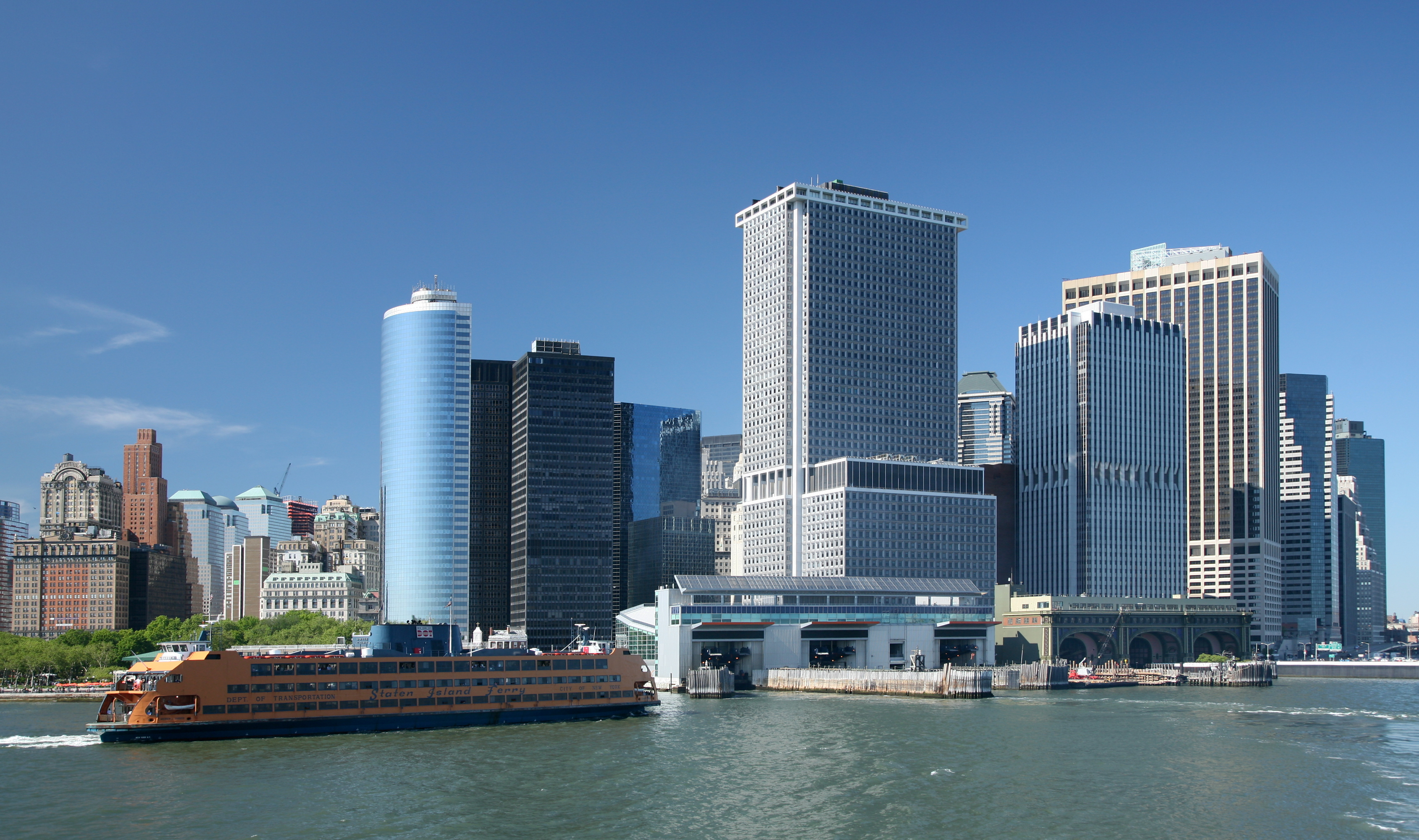
Nedre Manhattan. Mänsklig civilisation karaktäriseras av städer.

Civilisation, från latinets civilis, ytterst från civis, "medborgare", i betydelsen stadsbildning, innebär vanligen detsamma som samhälle men är stundom specifik benämning på en, i äldre tid, kultur som inte var barbarisk. Den grekiska motsvarigheten är "polis". De tidigaste civilisationerna inkluderar Mesopotamien från 8 000 f.Kr., Egypten mellan 5 000 och 3 000 f.Kr., Indusdalen mellan 2 600 och 2 400 f.Kr., norra Kina mellan 3 000 och 2 000 f.Kr., Mellanamerika mellan 3 000 och 500 f.Kr. och Peru mellan 2 500 och 500 f.Kr.
För grekerna var det självklart med en högre organisation som grund för deras civilisation. För romarna var det grekiska och det romerska samhället det som utgjorde civilisationen.

## Civilisationens vagga

Den bördiga halvmånen är mest ansedd av västerländska och Mellanösterns lärda som civilisationens vagga.

Civilisationens vagga är någon av de möjliga platser där civilisationen uppstod. Vanligtvis lokaliseras den till Antika Främre orienten under kalkolitikum, perioden ubaid, kulturen Naqada, speciellt i bördiga halvmånen (speciellt Levanten och Mesopotamien) men även olika platser i Armenien, Grekland och den iranska platån bredvid andra asiatiska kulturer som ligger längs de stora floddalarna, såsom Indusfloden i Sydasien och Gula floden i Kina.
Civilisationen förutsätter ofta närvaron av agrikultur och urbana samhällen, och är som sådan en konsekvens av den neolitiska revolutionen. Detta förutsätter att det inte finns någon enda "vagga" men flera olika utvecklingar av civilisationer, där Främre Orienten under Neolitikum var först. Om skriftspråk tas som en förutsättning för civilisation är den tidigaste vaggan den hos sumerna.

## Definition
Vad som kännetecknar en civilisation gentemot icke-civiliserade samhällen KAN sägas vara följande:
1. Jordbruk
2. Städer
3. Skriftspråk och matematik
4. Ekonomisk och politisk centralisering
5. Organiserad religion
6. Organiserad krigsapparat
7. Utvecklande och främjande av teknologi
8. Klassamhällen, som aristokrati, teokrati eller byråkrati

## Respons
Kritiker av främst vänsterpolitisk bakgrund menar att civilisationen förstör människors relationer och naturen genom införandet av hierarkier och abstrakta koncept för att styra dessa såsom privat egendom, intellektuell egendom och arbetskraftsfördelning.
Förespråkare av civilisationen menar att den leder till lägre barnadödlighet, ökad medellivslängd, frånvaro av svält samt upplysning istället för vidskepelse.

### Civilisationernas kamp

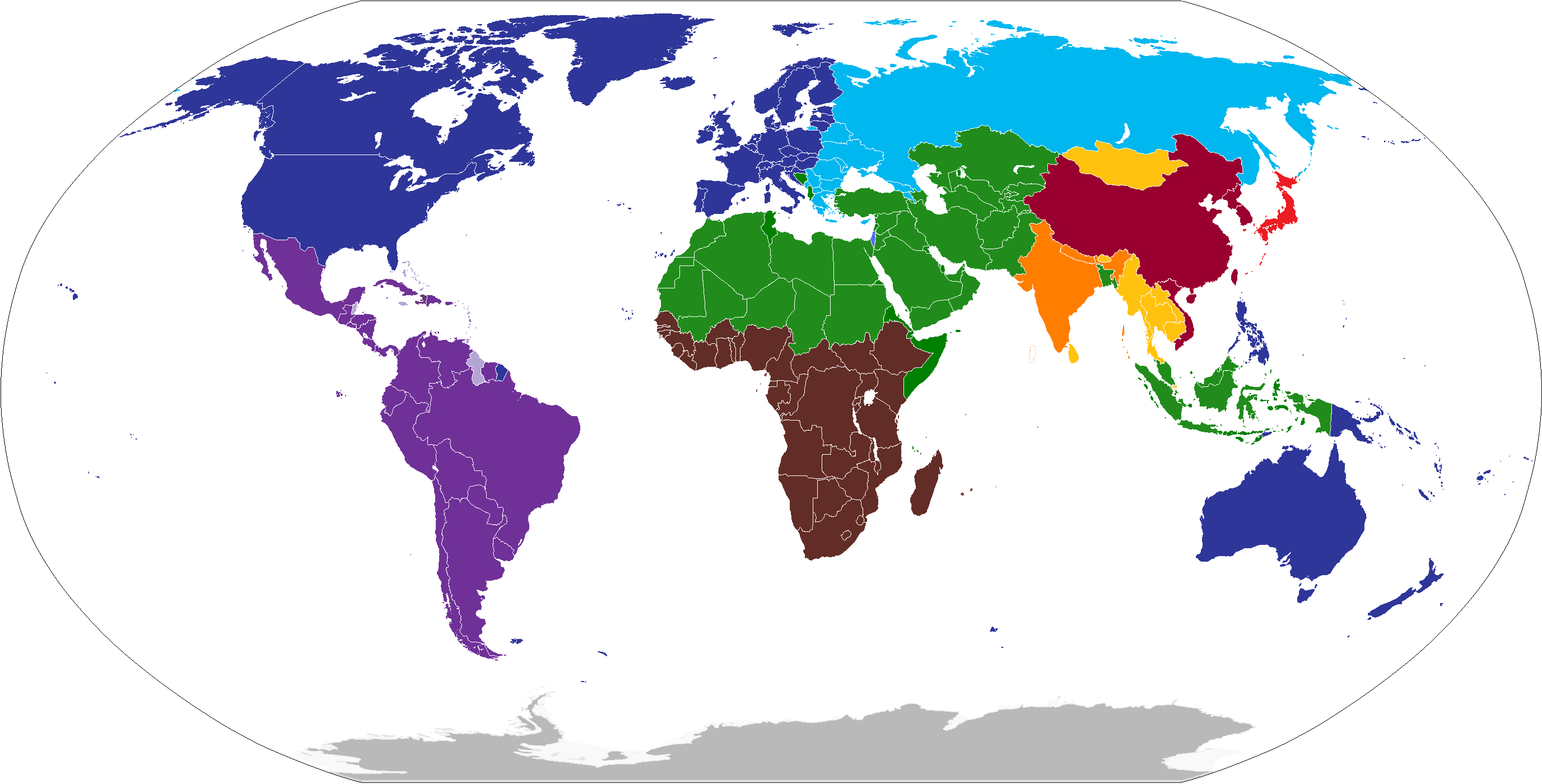
Samuel P. Huntingtons karta över större civilisationer. Det som utgör västvärlden är mörkblått.

Francis Fukuyama gav 1992 ut den uppmärksammade boken Historiens slut och den sista människan där han hävdade tesen att historien var slut i och med de västerländska demokratiernas seger över kommunismen i kalla kriget. Som en motreaktion skrev Samuel P. Huntington 1996 Civilisationernas kamp: mot en ny världsordning. (ny utgåva 2002, svensk översättning 2006). Denna bok blev mycket uppmärksammad, diskuterad och i många fall kritiserad.
Huntingtons huvudtes i boken var att det faktum att endast en ideologi och ett ekonomiskt system tycktes stå till buds efter det kalla krigets slut inte innebar något slut på historien eller storskaliga konflikter, utan endast att världen hade återförts till ett normaltillstånd av kamp mellan kulturer eller civilisationer. Enligt honom kommer konflikter mellan civilisationer att ersätta konflikter mellan nationalstater och ideologier som karaktäriserade 1800-talet och 1900-talet. Således menade han att Fukuyama och andra missade framtida konfliktorsaker, och att de viktiga byggstenarna i världspolitiken och det internationella systemet efter kalla kriget består av civilisationer snarare än stater. Han menar därför att konflikter under 2000-talet kommer att uppstå mellan dessa civilisationer snarare än mellan stater, och att världsreligionerna har en viktig betydelse.
Den definition av en civilisation som Huntington ger i sin bok är "den mest övergripande kulturella grupptillhörigheten och den mest allmänna nivån av kulturell identitet människor kan ha gemensamt". Huntington sade att 2000-talets kännetecken kommer att vara civilisationernas kamp. Synsättet har ifrågasatts av personer som Edward Said och Muhammed Asadi. Ronald Inglehart och Pippa Norris har menat att den "sanna civilisationernas kamp" mellan muslimer och västvärlden orsakas av det muslimska avvisandet av västvärldens mer liberala sexuella värden, snarare än en skillnad i politisk ideologi.

## Framtiden
Vissa miljöforskare menar att världen går in i en civilisationsfas, som kännetecknas av ändring från självständiga, frikopplade nationalstater till en värld full av utökad global sammankoppling med globala institutioner, miljöutmaningar, ekonomiska system, och medvetenhet. I ett försök att bättre förstå hur en sådan civilisationsfas kan se ut i kontext av minskande mängder naturliga resurser och ökande konsumtion har Global scenario group använt scenarioanalys för att få fram tre arketypiska framtider: Barbarisering, där ökande konflikter antingen resulterar i en skogsvärld eller total samhällelig nedbrytning; Konventionella världar, där marknadskrafter eller policyreformer långsamt utlöser mer hållbara vanor; och en stor övergång, där antingen summan av fragmenterade ekokommunalismrörelser bidrar till en hållbar värld eller globalt koordinerade försök och initiativ som resulterar i en ny hållbarhetsparadigm.